# Dimitri Bouclier

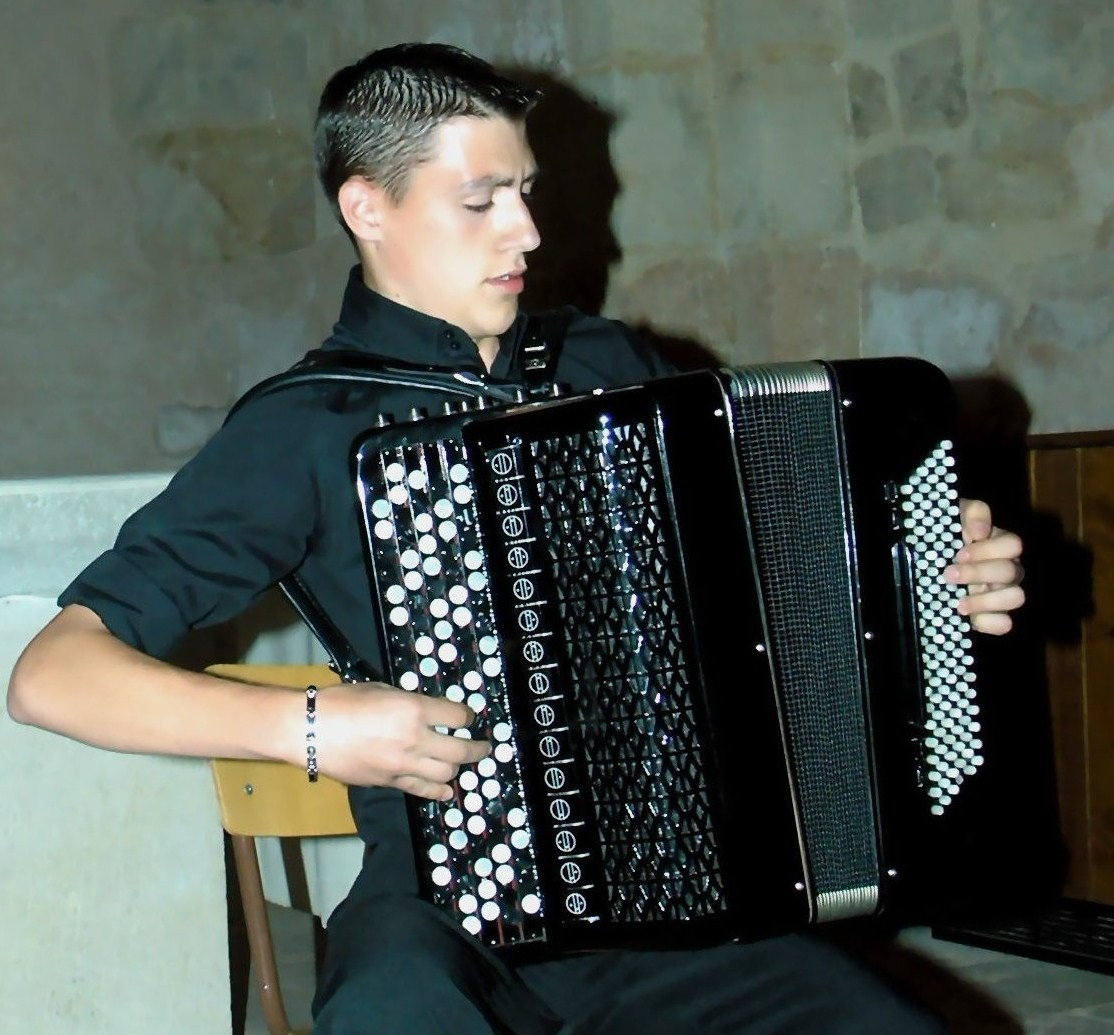
Dimitri Bouclier

Dimitri Bouclier (Ambilly, 19 aprile 1989) è un fisarmonicista classico francese.

## Biografia
Dimitri Bouclier ha iniziato a suonare la fisarmonica all'età di 7 anni sotto la guida del padre Thierry Bouclier (direttore della scuola di fisarmonica di Annemasse) e con Jacques Mornet al CNIMA di Saint-Sauves-d'Auvergne . Ha fatto il suo debutto come solista all'età di 10 anni alla prima di grandi concertisti (MA. Nicolas, François-René Duchable, P. Soave, A. Skliarov, C. Thomain ed altri). 
È vincitore di alcuni dei più prestigiosi concorsi internazionali: Klingenthal, Coppa del Mondo, Trofeo Mondiale, Castelfidardo .
In duo col fratello Julien Bouclier, violinista, ha vinto diversi premi di musica da camera a Glasgow, Castelfidardo e Roubaix.
Si esibisce regolarmente in concerto sia come solista che in formazione orchestrale in Francia, Svizzera, Germania, Scozia, Portogallo, Italia, Bosnia, Serbia.

### Concorsi e premi
- Nel 2000 vince il concorso internazionale Marcel Azzola - Zolotarev ad Aubagne nella categoria concertista under 12.

- Nel 2003, vince il primo premio al concorso internazionale di Klingenthal (Germania) nella categoria concerti under 15 [3] .

- Nel 2004, al concorso "Jeunes Talents" a Montrond-les-Bains, vince il primo premio Max Francy ed il premio André Thépaz [4] .

- Nel 2005 vince il premio Alexander Skliarov al concorso internazionale FAIV e ai due maggiori concorsi internazionali di fisarmonica: il World Trophy a La Bourboule e la Coppa del Mondo in Portogallo nella categoria Junior Classic (under 18) [5] .

- Nel Marzo 2008, vince il Premio Internazionale di Montrond-les-Bains nella categoria senior [4] .

- Nell'Ottobre 2008, a 19 anni, ha vinto diversi concorsi nella categoria senior: Klingenthal, Castelfidardo, Coppa del Mondo a Glasgow e World Trophy di Sarajevo (primo all'unanimità).

- Nel 2010 ha vinto all'unanimità il premio della fondazione Cziffra. Nel 2013 ha vinto il premio della fondazione d'impresa Banque Populaire [6] .